# Okręty podwodne typu Gato
Okręty podwodne typu Gato – typ amerykańskich fleet boats, okrętów podwodnych stanowiących trzon amerykańskiej floty podwodnej podczas II wojny światowej. Okręty typu Gato stanowiły rozwinięcie jednostek typu Tambor o znacznie poprawionym zasięgu i możliwościach bojowych. Modyfikacja silnika Diesla oraz baterii zwiększyły maksymalny czas patroli, wprowadzono również wiele wewnętrznych udogodnień dla załogi. Typ okrętów podwodnych został nazwany od pierwszego okrętu USS „Gato” (SS-212). Wyposażenie okrętów w zaawansowany radar wykrywania celów powierzchniowych i powietrznych oraz system klimatyzacji wnętrza jednostki umożliwiło jednostkom Gato złamanie kręgosłupa ekonomicznego imperium japońskiego i skrócenie wojny na Pacyfiku. W trakcie wojny podwodnej w latach 1941–1945 z 77 wybudowanych okrętów typu Gato zatonęło jednak 20 jednostek.
Kilka okrętów podwodnych typu Gato obecnie można oglądać w muzeach na terenie Stanów Zjednoczonych.

## Konstrukcja
Gato był pierwszym masowo produkowanym wojennym typem okrętów podwodnych. O ich budowie zdecydowało biuro Szefa Operacji Morskich (Office of the Chief of Naval Operations – OpNav) 20 maja 1940 roku, pod wpływem szoku wywołanego upadkiem Francji i zajęciem przez Wehrmacht większości Europy Zachodniej. Marynarka amerykańska wykazała się w tym przypadku daleko idącą dalekowzrocznością, przewidując, iż w razie wojny na Pacyfiku niezbędne będą okręty znacznie nowocześniejsze pod każdym względem niż stanowiące dotąd trzon amerykańskiej floty podwodnej okręty podwodne typu S. Jednostki te miały być okrętami opartymi na koncepcji fleet submarines – dużych okrętów zdolnych do towarzyszenia nawodnym zespołom floty. Zakładano, że fleet submarine będzie okrętem, który przede wszystkim będzie wypełniać zadania defensywne i obserwacyjne, atakować miał, dopiero gdy zaistnieją okoliczności temu sprzyjające – aby „zmiękczyć” przeciwnika i ułatwić ostateczny atak ze strony amerykańskich krążowników i pancerników. Przedwojenny standard zanurzenia testowego wynosił w marynarce amerykańskiej 250 stóp (76 metrów), jednak w celu zwiększenia możliwości zanurzenia do 300 stóp (91 metrów) kadłub jednostek typu Gato został wzmocniony, maszynownia zaś została podzielona za pomocą wodoszczelnych grodzi na dwie sekcje. W razie nagłej potrzeby, na przykład w celu uniknięcia nieprzyjacielskiego ataku, okręt mógł bezpiecznie zanurzyć się na głębokość 450 stóp (137 metrów). Częściowo dwukadłubowy okręt miał całkowitą długość 95,02 metra oraz 8,31 metra szerokości. Całkowita podwodna wyporność jednostki wynosiła 2415 długich ton (2460 ton metrycznych). Układ napędowy jednostek Gato tworzyły cztery wysokoobrotowe silniki elektryczne General Electric o mocy 2740 shp (2,0 MW), za pośrednictwem reduktora mechanicznego napędzające dwa wały napędowe ze śrubami. Silniki zasilane były energią z dwóch akumulatorów elektrycznych po 126 ogniw każdy. W trakcie rejsu na powierzchni akumulatory zasilające napędzające okręt silniki elektryczne ładowane były przez 4 dieslowskie generatory elektryczne Fairbanks-Morse Model 38D8 o mocy 4 MW. Tak skonfigurowany napęd okrętu zapewniał mu prędkość 20,25 węzła na powierzchni i 8,75 węzła w zanurzeniu oraz maksymalny czas przebywania w zanurzeniu wynoszący 48 godzin przy prędkości 2 węzłów. Zbiorniki paliwa mieściły w czasie wojny 116 000 galonów (440 tys. litrów), co umożliwiało przepłynięcie na powierzchni 11 000 mil morskich, przy prędkości 10 węzłów. Okręty Gato mogły zostać zatankowane większą od poprzedników ilością paliwa, co pozwoliło na przedłużenie typowego patrolu do 75 dni, bądź przepłynięcie bez dodatkowego tankowania nawet 20 000 mil morskich. W związku z oryginalnym przeznaczeniem okrętów typu Gato do roli fleet submarine, czyli jednostek współdziałających z dużymi zespołami nawodnymi floty, jednostki te doskonale pływały na powierzchni morza, manewrowały zaś w wynurzeniu znacznie lepiej niż w zanurzeniu – był to w rzeczywistości okręt nawodny wyposażony w dodatkową możliwość zanurzania się. Architektura okrętowa umożliwiała jednostce całkowite zanurzenie w czasie krótszym niż 45 sekund. Był to gorszy rezultat niż w analogicznych konstrukcjach brytyjskich i niemieckich, w marynarce amerykańskiej uznawano jednak taką szybkość zanurzenia za wystarczającą.
Okręty wyposażone były w silne uzbrojenie torpedowe składające się z 6 dziobowych i 4 rufowych wyrzutni torpedowych z 24 torpedami kalibru 533 mm Mk. XIV, a następnie Mk. 18, kontrolowany przez elektromechaniczny komputer kontroli ognia TDC (Torpedo Data Computer) Mark III. Komputer TDC zdolny był do dokonywania analizy i obliczeń ruchu celu w czasie rzeczywistym oraz niezależnego programowania żyroskopów kilku torped jednocześnie, dzięki czemu po opuszczeniu wyrzutni każda z wystrzelonych salwą torped mogła kierować się w kierunku innego celu. Dzięki takiemu rozwiązaniu nie było konieczne celowanie całym okrętem w kierunku celu, jak miało to miejsce w okrętach brytyjskich.
Dzięki konstrukcyjnemu powiększeniu pomocniczych zbiorników balastowych (względem projektów wcześniejszych typów), uzyskano kompensację masy 24 torped lub 40 min, które mógł przenosić okręt. Zestaw sensorów stanowiły radar przeszukiwania powierzchni SJ oraz przestrzeni powietrznej SD, a także JP z hydrofonem umieszczonym na pokładzie JK/QC i QB pod dziobem.

## Wyróżniające się okręty
- „Gato” był okrętem prototypowym jednego z najliczniejszych typów okrętów podwodnych, jakie kiedykolwiek zbudowano, wliczając niewiele się różniące okręty Balao i Tench.
- „Wahoo” – jeden z najsłynniejszych amerykańskich okrętów podwodnych drugiej wojny światowej, który do momentu jego zatopienia 11 października 1943 roku był najskuteczniejszą pod względem liczby zatopień jednostką podwodną US Navy oraz trzecim najskuteczniejszym amerykańskim okrętem podwodnym w ciągu całej wojny. „Wahoo” był też pierwszym okrętem marynarki amerykańskiej, który podjął operacje na Morzu Japońskim.
- Kapitan „Growlera” – Howard W. Gilmore, otrzymał Medal Honoru za wydanie 7 lutego 1943 roku – z poświęceniem własnego życia – rozkazu zanurzenia okrętu po ostrzelaniu ze statku zaopatrzeniowego „Hayasaki”, co ocaliło całą jednostkę.
- „Darter” był jedynym okrętem amerykańskiej marynarki wojennej, który podczas wojny na Pacyfiku utknął na mieliźnie.
- „Trigger” stał się sławny dzięki książce Edwarda L. „Neda” Beacha: Submarine!.
- „Cobia” zatopił japoński transportowiec z ładunkiem czołgów, które miały być wykorzystane podczas bitwy o Iwo Jimę.
- „Flasher” był okrętem podwodnym z największym zatopionym tonażem: 100 231 ton pojemności, oficjalnie zatwierdzonych przez JANAC.
- „Harder” dowodzony przez S.L. Dealeya był jedynym (prawdopodobnie) okrętem podwodnym, który zatopił 5 niszczycieli, w tym cztery na jednym patrolu.
- „Mingo” został wypożyczony Japończykom po wojnie, służył pod nazwą „Kuroshio”.